# Отухо језик
Отухо језик је језик из породице нило-сахарских језика, грана нилотских језика. Њиме се служи око 135.000 становника Јужног Судана у вилајету Источна Екваторија у региону око градова Торита и Локоја. Користи латинично писмо, а њиме се служи Лотука народ.